# Shenzhou 9

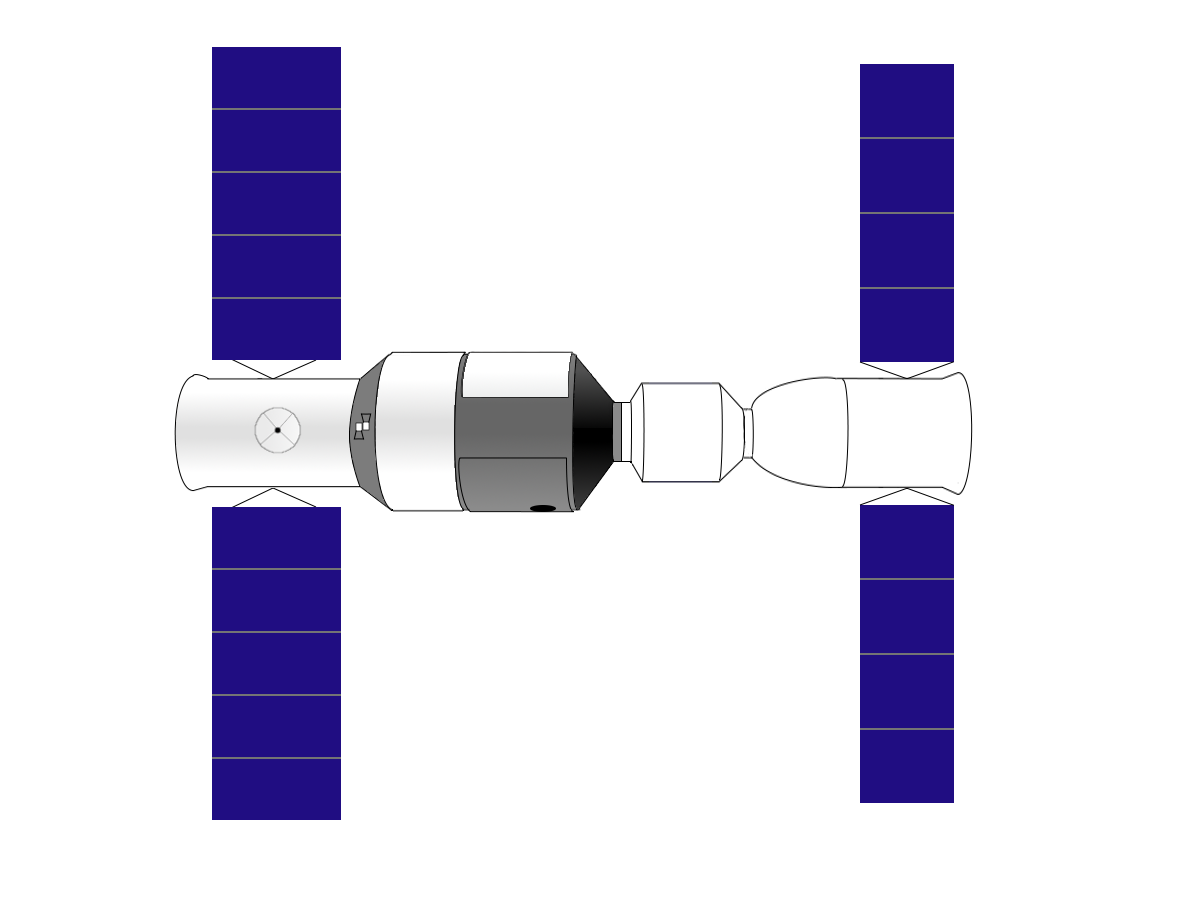
Diagrama del acoplamiento entre el Shenzou 9 (derecha) y la Tiangong 1.

El Shenzhou 9 (en en chino, 神舟九号 y traducido al español como «Barco divino o sagrado») fue un vuelo espacial tripulado del programa Shenzhou chino, que fue lanzado el 16 de junio de 2012 a las 10:37 GMT. El objetivo de la misión fue el de realizar un acoplamiento con la estación espacial Tiangong 1, realizar paseos espaciales y experimentos en el módulo espacial, durante los 14 días de duración de la misión. Entre la tripulación del Shenzhou 9 se incluye la primera mujer astronauta china de la historia, Liu Yang.

## Historia
La nave espacial Shenzhou 9 llegó al Centro de lanzamiento de satélites de Jiuquan el 9 de abril de 2012 y su cohete de lanzamiento el 9 de mayo. El 9 de junio de 2012, trasladaron la nave espacial Shenzhou 9 y su cohete portador a la plataforma de lanzamiento en el Centro de Lanzamiento de Satélites de Jiuquan. Shenzhou 9 es la segunda nave espacial en acoplarse con la estación espacial Tiangong y el primer acoplamiento tripulado. Está previsto que esta misión sea sucedida por la tripulada Shenzhou 10, que se prevé sea lanzada en 2013.

## Tripulación

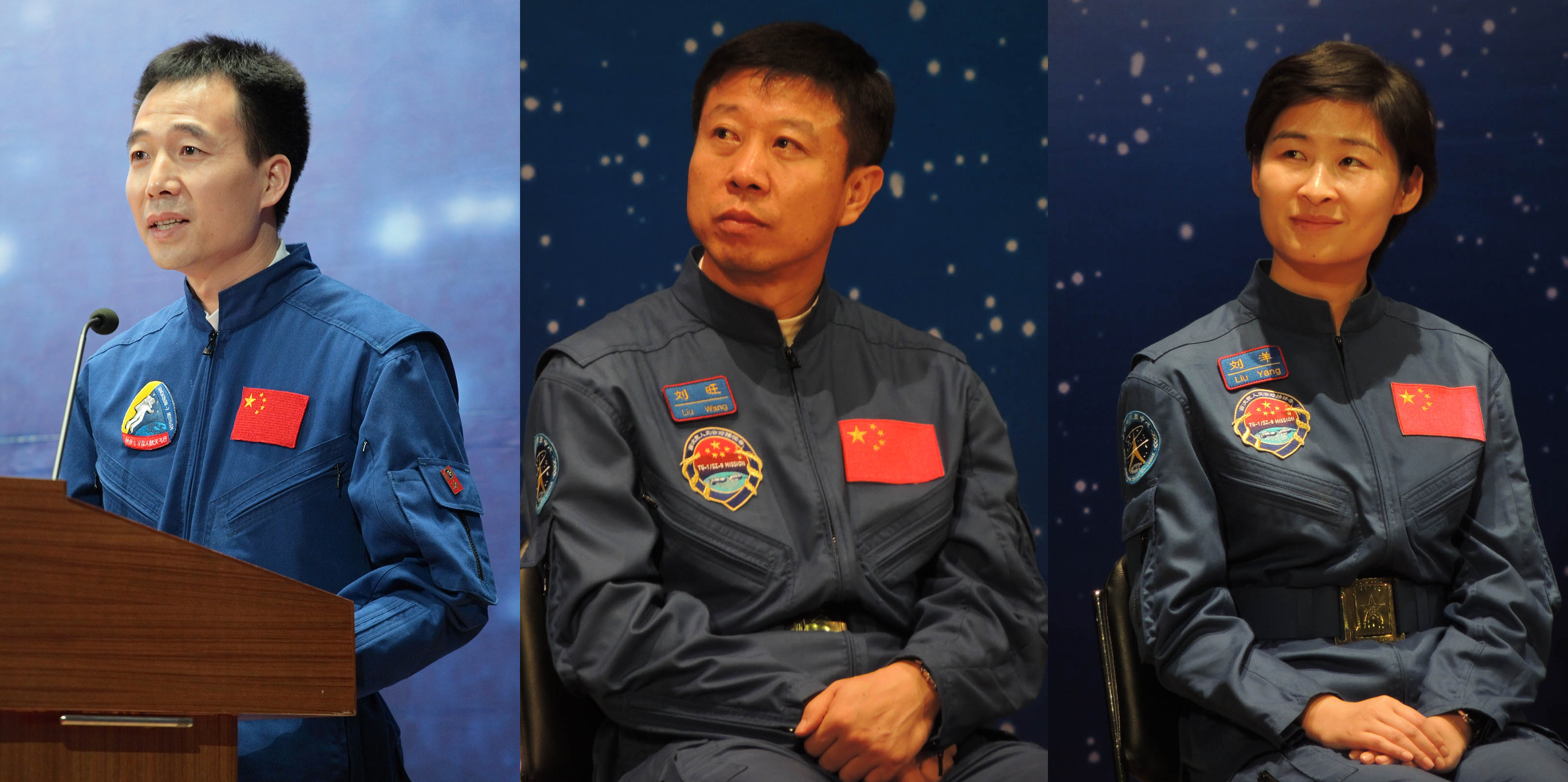
Tripulación de la Shenzhou 9: Jing Haipeng, Liu Wang y Liu Yang

La tripulación de la misión estuvo compuesta por Jing Haipeng, en el que fue su segundo viaje espacial y convirtiéndose en el primer taikonauta chino en repetir vuelo, Liu Wang y Liu Yang, la primera mujer taikonauta china en viajar al espacio.